# USA:s 51:a delstat

Detta skulle kunna bli USA:s nya flagga om landet får ytterligare en delstat.

USA:s 51:a delstat är en hypotetisk delstat som USA skulle få om något av dess territorier skulle bli en delstat. Det finns[när?] diskussioner om när och om detta ska ske, men idag[när?] finns inget preciserat om exakt när.

## Historia
Under USA:s historia har det många gånger tillkommit nya delstater då territorier har fått höjd status. Från början fanns det endast 13 delstater mot dagens 50. Senast USA fick nya delstater var 1959 då Hawaii och Alaska blev fullvärdiga medlemmar i USA.

## Möjliga kandidater
Det finns två områden som har nämnts främst i samband med en möjlig utvidgning av USA:s delstater.

### District of Columbia
Området ligger på USA:s fastland och omfattar staden Washington, D.C. med närområden. Här finns det mesta av den federala statsmaktens institutioner, men området District of Columbia är inte en delstat. Förslaget har varit uppe förut, men det har då inte funnits tillräckligt med stöd eftersom man ville bevara distriktets unika status. Huvudstaden ska stå neutral gentemot delstaterna och ska därför alltså inte själv vara en delstat eller vara en del av en, anser motståndarna mot förslaget.
I 1961 års tillägg till USA:s konstitution, 23:e tillägget (sedan 1791), fick dock invånarna i District of Columbia rätt att välja elektorer vid presidentvalen. Därför deltar det federala distriktet idag, jämbördigt med en delstat, också i primärvalen. Distriktet har dock ännu inte rätt att delta i kongressvalen och har alltså inte några representanter i senaten och representanthuset. I konstitutionstillägget står det också att District of Columbia endast får utse det antal elektorer som de minsta delstaterna i USA utser, det vill säga tre elektorer, det vill säga det antal elektorer som motsvarar två senatorer och en representant i representanthuset (se närmare i artikeln elektorskollegiet i amerikanska presidentval).
Sedan 2014 arbetar New  Columbia Statehood Commission för att området skall bli fullvärdig delstat.

### Puerto Rico
Puerto Rico är en ö och ett amerikanskt territorium som ligger sydöst om USA, sydöst om Florida. Det ligger öster om Dominikanska republiken.
Puerto Rico har kulturellt mer gemensamt med Latinamerika än med resten av USA,  spanska används som förstaspråk. Det som talar emot att motståndet förhindrar Puerto Rico från att bli en delstat är att Hawaii också ansågs vara alldeles för oamerikanskt för att bli en delstat på 1950-talet.
Puerto Rico är också unikt genom att inget annat amerikanskt område har varit territorium utan att upphöjas till delstatsstatus lika länge (2025 är det 127 år).
I november 2012 togs ett viktigt steg mot ett medlemskap i USA, genom en folkomröstning. En klar majoritet röstade för en ansökan. Valdeltagandet var nästan 80 procent.

## Mindre troliga kandidater
Det finns också en del mindre troliga kandidatämnen.

### Jungfruöarna
Amerikanska Jungfruöarna är ett amerikanskt territorium, men det är litet och ligger vid Puerto Rico, så det inte är troligt att det blir en delstat.

### Guam
Liksom Jungfruöarna är Guam för litet och ligger för långt bort för att på allvar räknas som en kandidat.

### Amerikanska Samoa
Det finns också önskningar om att Amerikanska Samoa ska bli en delstat, men det skulle också kunna bli ett county, som skulle kunna ingå i Hawaii.

## Uppdelning av befintliga delstater och städer

### New York
Det finns röster i staden New York som menar att staden är så stor att den borde sköta sig själv som en egen delstat. Detta skulle även ge statens mindre orter, som Albany och Buffalo, mer att säga till om inom delstaten New York, som omfattar en hel del landsbygd och mindre tätorter väster och norr om storstaden.

### Chicago
Samma resonemang som förs för New York har även förts för att Chicago ska brytas ut ur Illinois.

### Superior
Den övre (nordligare) av de två halvöar som bildar staten Michigan, på gränsen mot Kanada, har också nämnts som en möjlig ny stat. Området ligger vid Övre sjön (Lake Superior) och skulle i så fall kallas Superior.

### Jefferson State
Counties i norra Kalifornien och södra Oregon har flera gånger under historien diskuterat möjligheten att bilda en egen stat. Den kunde ha blivit till 1959 när istället Alaska och Hawaii blev stater. Tankarna om en Jefferson State är inte helt nedlagda.

### State of Lincoln
En annan påtänkt delning av befintliga delstater är att ta den västra delen av Idaho, Idaho Panhandle, och slå ihop den med Eastern Washington som utgör den östra delen av delstaten Washington.

### Oregon/Idaho
I östra delen av Oregon (som är mer konservativ än den västra delen med delstatshuvudstaden Portland) finns det en opinion för att bryta sig loss från Oregon och istället bli en del av Idaho.

## Ny flagga
Om USA skulle få en ny delstat skulle även landets flagga ändras eftersom flaggan har en stjärna per delstat. Det finns redan framtaget förslag på hur nya flaggor ska se ut för upp till 56 stjärnor. Den föreslagna nya officiella flaggan med 51 stjärnor syns här ovanför.